# Station Hamburg-Hörgensweg
Station Hamburg-Hörgensweg (Haltepunkt Hamburg-Hörgensweg, kort: Haltepunkt Hörgensweg) is een spoorwegstation in het stadsdeel Eidelstedt van de Duitse stad Hamburg. Het station en de spoorlijn is niet in beheer bij DB Station&Service, maar in beheer van AKN Eisenbahn. Ook de spoorlijn Hamburg-Altona - Neumünster is in beheer van AKN Eisenbahn en niet DB Netz. Hierdoor is het station niet gecategoriseerd.

## Indeling
Het station telt twee zijperrons die sober zijn ingericht. Op elk perron een abri staat ter beschutting. De perrons zijn te bereiken via een hellingbaan. Deze komt uit op de gelijknamige straat Hörgensweg. De perrons worden aan beide zijde afgeschermd met geluidsschermen. Naast het station ligt een groot winkelcentrum.

## Verbindingen
De volgende AKN-lijn doet het station Hörgensweg aan:
| Serie | Treinsoort                          | Route | Bijzonderheden |
| ----- | ----------------------------------- | --- | --- |
| A 1   | Regionalbahn/S-Bahn (AKN Eisenbahn) | Hamburg Hbf – Hamburg Dammtor – Hamburg-Eidelstedt – Hamburg-Hörgensweg – Hamburg-Schnelsen – Quickborn – Ulzburg Süd – Henstedt-Ulzburg – Kaltenkirchen (Holst) – Bad Bramstedt – Neumünster | HH-Eidelstedt - Kaltenkirchen elke 20 min., Kaltenkirchen - Neumünster 2x per uur in de spits, ma-vr 1x per dag van/naar Hamburg Hbf |